# Satellite della Justice League of America
Il Satellite della Justice League of America è il dato a due luoghi immaginari, entrambi utilizzati come basi d'operazione per il team di supereroi della DC Comics noto come la Justice League of America.

## Il Primo satellite
Quando venne formata la Justice League of America, la sua base segreta era il Sacro Santuario, dentro una caverna a Happy Harbor, Rhode Island. Nel n. 77 di Justice League of America, il membro onorario Snapper Carr disse la locazione del Santuario al Joker. Successivamente la League trasferì la sua base ad un nuovo quartier generale più sicuro, un satellite orbitante a 22.300 metri sopra la Terra, in Justice League of America n. 78 (febbraio 1970).
Il satellite sarebbe stata la casa della League per gli anni a venire. I membri possono teleportarsi da e verso il satellite attraverso centri teleportanti situati in tutto il pianeta. I membri della League fanno i turni di guardia, monitorando la Terra dal satellite e inviando gli eroi quando necessario. Ci si riferisce a questa era della Justice League (e il suo elenco di eroi), come alla "Satellite League".
Nell'episodio Crisi d'identità si scoprì che la base satellitare non era così sicura come credeva la League, infatti il Dottor Light fu in grado di utilizzare il dispositivo di trasporto del satellite e di irrompere nella base. Trovata Sue Dibny da sola sul Satellite, la violentò.
Il Satellite fu gravemente danneggiato e reso inutilizzabile poco prima della decisione di Aquaman di sciogliere la squadra in Justice League of America Annual n. 2. La League si trovava in un periodo di transizione, non solo per la scelta dei quartieri generali, ma anche tra i membri. Il profondo distacco di membri come Superman, Batman e Wonder Woman, ha fatto sì che i tre membri principali della squadra dessero le dimissioni dal dovere attivo con la League. Allo stesso tempo, Flash lasciò la squadra per dedicarsi al confronto con i suoi tre assassini e investigare sulla scomparsa di sua moglie. La morte della madre di Black Canary la portò a lasciare la squadra e a trasferirsi a Seattle con Freccia Verde. Lanterna Verde fu temporaneamente espulso dal Corpo delle Lanterne Verdi e se ne andò dalla League per concentrarsi sulla sua vita.
Il Satellite incontrò la sua completa e totale distruzione durante l'episodio Crisi sulle Terre infinite, quando fu annientato da un Red Tornado sabotato e manomesso dall'Anti-Monitor pre renderlo autodistruttivo. Il satellite non fu mai ricostruito, e la League ritornò ad una base spaziale solo negli anni novanta quando si ricollocò nella base orbitante di Overmaster conosciuta come il "Rifugio".

## Il secondo satellite
Nell'evoluzione del fumetto, la formazione di un nuovo gruppo di supereroi inizia in Justice League of America (vol.2) n. 7 (aprile 2007), dove viene presentato un nuovo satellite come quartier generale.
Il nuovo satellite è una torre di guardia collegata con la Sala della Giustizia, un edificio situato a Washington, costruito da Wonder Woman e John Stewart con i finanziamenti di Batman. All'interno della Sala c'è un sistema di teletrasporto costruito a forma di volta, soprannominata "lo scivolo"; camminando nella porta si attivava il teletrasporto verso il nuovo satellite della Justice League orbitante, come il precedente, a 22.300 metri di quota.
Nel Satellite era presente anche una stanza per gli allenamenti (in tutto simile alla Danger Room progettata per la serie X-Men) soprannominata "la Cucina" perché «"...se riuscite a sopportarne il calore!». Lo scrittore Brian Meltzer inoltre spiegò che, per la prima volta, il satellite possedeva non solo armi di difesa ma anche di offesa. Nonostante il sistema di difesa, la "Torre di Guardia" fu danneggiata da un attacco della Sinestro Corps.

## Comparse in altri Media

### I Superamici
Il Satellite della JLA comparve nella serie animata I Superamici, sebbene non fu mostrato in qualità di quartier generale della squadra (il quartier generale era la Sala della Giustizia).

### Justice League
Nella serie animata Justice League, il quartier generale della JLA è un satellite orbitante. Sebbene ci si riferisca al quartier generale come "Torre di Guardia della Justice League".all'epoca, la Torre di Guardia non era un satellite nei fumetti, ma un edificio sulla Luna.Questa versione animata della Torre di Guardia comparve svariate volte nel cartone animato, così come nel crossover in due parti "Static Shock".Gli eroi utilizzavano il Javelin-7, un aereo spaziale, per salire e scendere dal satellite, invece di utilizzare il dispositivo visto nei fumetti. La Torre di Guardia viene distrutta nell'episodio finale della serie "Starcrossed", quando la Terra viene attaccata da abitanti del pianeta Thanagar.

### Justice League Unlimited
In Justice League Unlimited, venne introdotto una nuova Torre di Guardia satellitare, come rimpiazzo dell'originale. Il satellite ricostruito è sostanzialmente più grande, al fine di contenere i membri in più della League, come il personale non supereroistico. Ci sono ora parecchi Javelin, un sistema di teletrasporto a raggio per portare il personale verso la Terra, e un'arma a potente energia capace di causare massicci danni sulla Terra.

### Justice League: Crisis on Two Earths
Nel film animato Justice League: Crisis on Two Earths, il Satellite della JLA, diventa il campo di battaglia tra Superwoman e i suoi Made Men (Capitan Super, Capitan Super Jr. e Zio Super), e la Justice League, composta da Aquaman, Black Lightning, Red Tornado, Batman, Firestorm e Black Canary.

### Smallville
Nell'episodio Justice della serie televisiva Smallville, Impulso, Freccia Verde, Aquaman e Clark Kent cooperano per distruggere un motore posseduto da Lex Luthor. Chloe Sullivan provvedeva direzioni e piani dal loft di Oliver Queen,a cui fu dato il soprannome di Torre di Guardia. In un'altra storia "Justice and Doom", John Jones (Martian Mahunter) utilizzò le Swann Communications per costruire un enorme satellite orbitante da usare come base.

### Batman
Batman venne presentato alla Justice League nella classica versione del satellite come Sala della Giustizia, che volava sopra la Terra sulla superficie di un gigantesco asteroide. Sebbene sia letteralmente un Satellite della Justice League, non gli fu mai dato quel nome.

### Mortal Kombat vs DC Universe
Una stazione operativa spaziale della Justice League compare anche nel videogioco Mortal Kombat Vs DC Universe. Viene chiamata "U.N Orbital Space Station" (cioè Stazione Orbitante Spaziale delle Nazioni Unite). È presumibilmente una proprietà di Bruce Wayne.